# Stanza Rossa (Marvel Comics)
La Stanza Rossa (Red Room) è un luogo fittizio dei fumetti creato da Richard Morgan (testi) e Goran Parlov (disegni), pubblicato dalla Marvel Comics. La sua prima apparizione avviene in Black Widow (Vol. 2) n. 3 (gennaio 2005).
La Stanza Rossa (in russo Красная Kомната?, traslitterato: Krasnaja Komnata) è il luogo dove, prima il KGB e poi l'FSB, addestra, tramite allenamenti fisici, lavaggi del cervello e esperimenti genetici, gruppi di bambine al fine di trasformarle in assassine infallibili e senza scrupoli, selezionandone una su ogni classe per farne la punta di diamante dello spionaggio russo: la Vedova Nera (in russo Чёрная вдова?, traslitterato: Chyornaya Vdova).

## Storia
La Stanza Rossa, e il Programma Vedova Nera (Black Widow Ops Program; in russo Програ́мма Чёрная Bдова?, traslitterato: Programma Chyornaya Vdova) hanno inizio durante la guerra fredda, presumibilmente verso la fine degli anni quaranta, quando degli agenti del futuro KGB coinvolgono alcuni tra gli scienziati più brillanti dell'Unione Sovietica in un'operazione volta alla creazione di super-agenti dormienti da infiltrare in Cina e nell'occidente. La principale mente dietro alla Stanza Rossa è il professor Grigor Ivanovich Pchelintsov (in russo Григор Иванович Пчелинцoв?), luminare nel campo della manipolazione dei ricordi che condiziona il cervello delle bambine facendo loro credere di star studiando danza classica al Teatro Bol'šoj (in russo Большой театр?).
Oltre a tale lavaggio del cervello, a intensivi esercizi ginnico-marziali e a vari indottrinamenti spionistici, le giovani cavie del programma vengono sottoposte al Trattamento Kudrin (in russo Кудрин Лечение?, traslitterato: Kudrin Lechenie), siero sviluppato dalla genetista Ljudmila Antonovna Kudrin (in russo Людмила Антоновна Кудрин?) volto a conferire alle giovani capacità fisiche sovrumane e invecchiamento rallentato.
Per un certo periodo la Stanza Rossa ha anche addestrato spie maschili nel Programma Ragno Lupo (Wolf Spider Ops Program; in russo Програ́мма Волк Паук?, traslitterato: Programma Volk Pauk), che tuttavia si è rivelato fallimentare in quanto l'unico cadetto sopravvissuto, Niko Constantin (in russo Нико Константин?), si è rivelato incontrollabile ed è stato mandato in un gulag portando allo smantellamento di Ragno Lupo.
Natasha Romanoff (in russo Наташа Романов?), seguita nel suo addestramento dall'agente Ivan Petrovich Bezukhov (in russo Иван Петрович Безухов?), è stata per anni l'orgoglio del Programma Vedova Nera ma, successivamente, si è ribellata e ha tradito i servizi segreti del suo paese divenendo una supereroina e stabilendosi negli Stati Uniti; motivo per il quale la Stanza Rossa ha assegnato all'agente Pyotr Vasilievich Starkovsky (in russo Пётр Васильевич Ctарковский?) l'addestramento dell'ex-spia GRU quindicenne Yelena Belova (in russo Елена Белова?) che diviene la nuova Vedova Nera, sebbene neanche lei rimanga a lungo fedele alla causa.
La Stanza Rossa ha avuto come addestratore anche il Soldato d'Inverno e ha rapito Omega Red per svolgere esperimenti su di lui volti a rafforzarne il fattore di guarigione, sebbene in seguito questi sia fuggito impedendo loro di ultimare i lavori. Inoltre ha tentato di far scoppiare una guerra tra Russia e Giappone ed ha cresciuto tra le sue mura Nadia Pym, rapita alla nascita dai servizi segreti russi.

## Altri media

### Marvel Cinematic Universe
- Nella serie televisiva Agent Carter (2015-2016), l'apparentemente innocua coinquilina di Peggy Dorothy "Dottie" Underwood, interpretata da Bridget Regan, si rivela essere un'agente dormiente sovietico facente parte del Programma Vedova Nera ed addestratasi nella Stanza Rossa; stesso destino che spetterà poi a Natasha Romanoff.[10]
- La Stanza Rossa viene citata nei film The Avengers (2012) e Avengers: Age of Ultron (2015) come luogo in cui Natasha Romanoff, interpretata da Scarlett Johansson, è stata addestrata per divenire l'assassina del KGB nota come "Vedova Nera". In una sequenza onirica vengono inoltre mostrati i lavaggi del cervello e le torture che l'addestramento ha comportato, inclusa la sterilizzazione chirurgica (presumibilmente un'Isterectomia).
- La Stanza Rossa appare nel film Black Widow (2021), sotto la guida e il controllo dello spietato generale Dreykov.

### Televisione
- La Stanza Rossa è una password usata da Vedova Nera in un episodio della serie animata Avengers - I più potenti eroi della Terra.
- Nella serie animata Avengers Assemble, la Stanza Rossa è la parola d'attivazione di un processo di controllo mentale capace di neutralizzare la Vedova Nera.